# Bomba all'Orsini

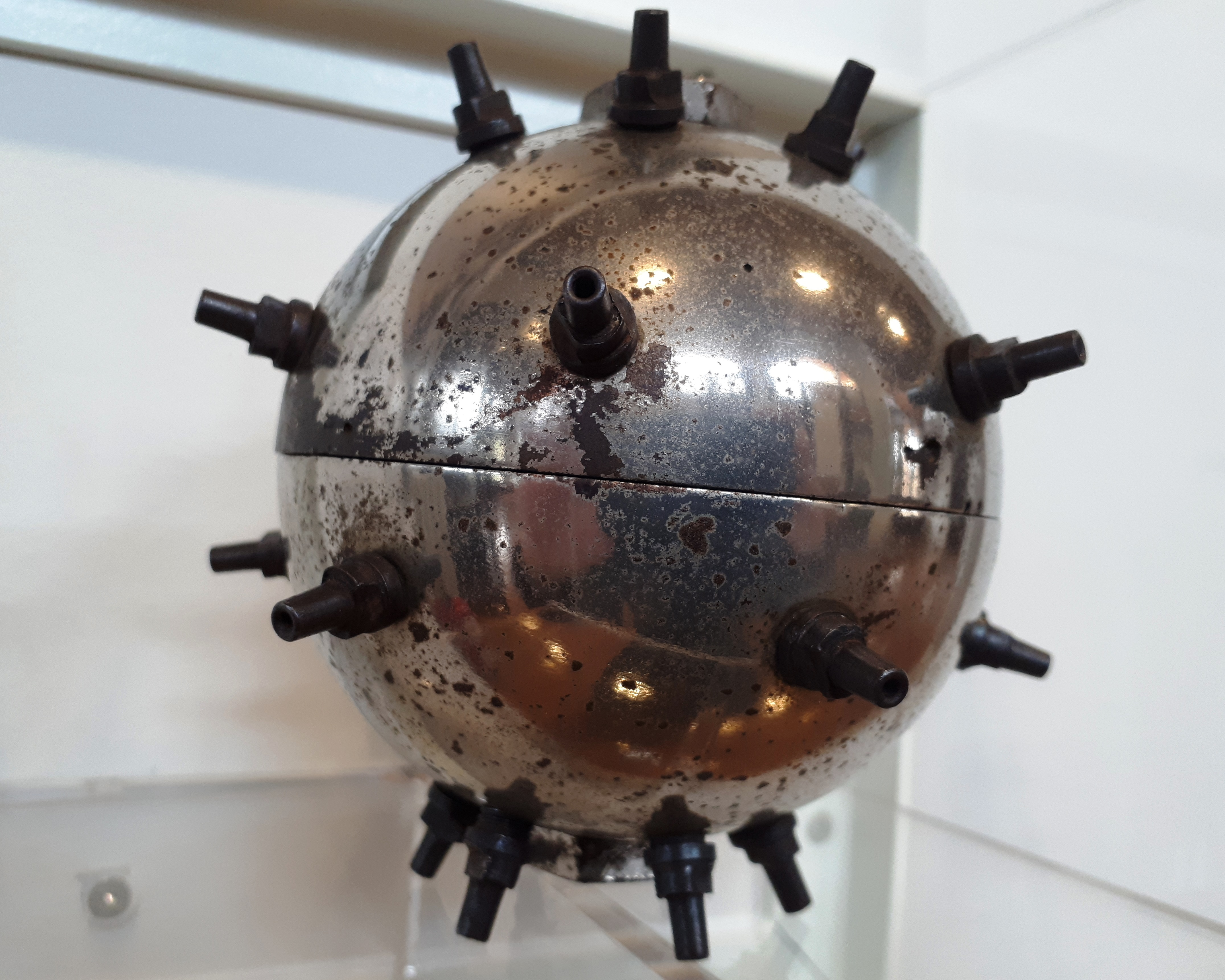
Bomba all'Orsini inesplosa, custodita nel Museo di storia di Barcellona (MUHBA).

Una bomba all'Orsini è una bomba a mano a forma generalmente sferica che, invece di utilizzare una miccia o un qualsiasi sistema a tempo per la sua attivazione, è circondata da una serie di piccole capsule riempite di fulminato di mercurio. L'impatto della bomba lanciata a mano contro un ostacolo solido, con qualsiasi angolo avvenga, causa l'innesco delle capsule (detonazione) e conseguentemente dell'intera bomba.

## Storia

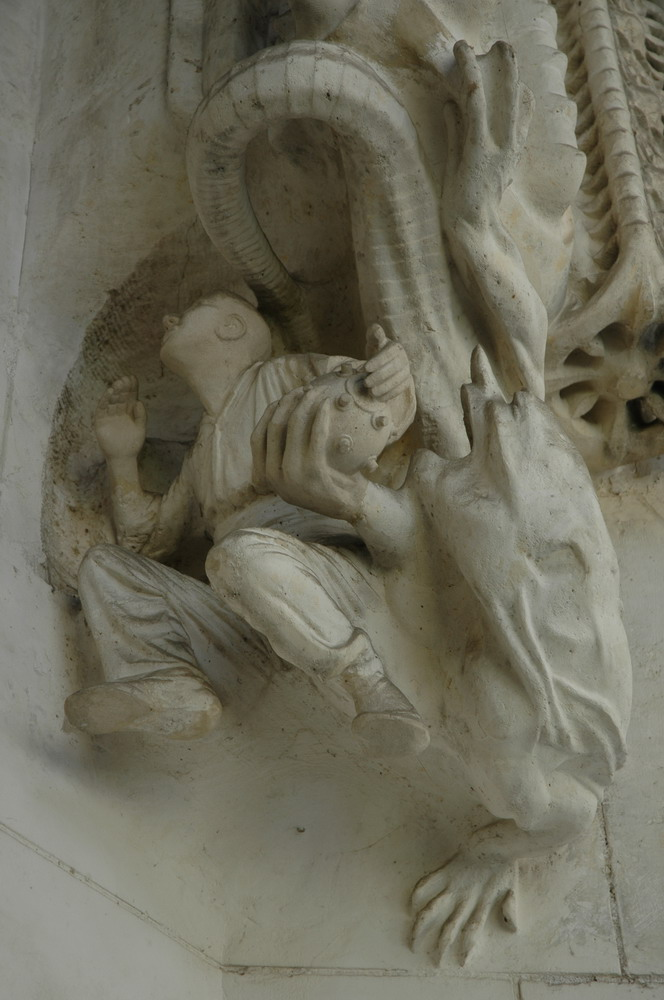
Scultura di Antoni Gaudí sulla facciata della Sagrada Família, nella quale un demonio porge una bomba Orsini ad un operaio anarchico

La bomba fu inventata dal patriota e cospiratore italiano Felice Orsini alla fine del 1857, quando Orsini soggiornò in Inghilterra e chiese all'armaiolo Joseph Taylor sei esemplari della bomba disegnata da lui stesso. La bomba, fabbricata in ghisa, fu provata a Putney, così come in alcune cave di Sheffield e del Devonshire con l'assenso del radicale francese Simon Bernard, e successivamente Orsini ritornò a Parigi con gli esemplari costruiti.
Originariamente la carica esplosiva era fulminato di mercurio il quale, a parità di peso, ha una potenza superiore alla normale polvere da sparo. Questo causa la rottura dell'involucro della bomba in schegge piccole abbastanza da perdere rapidamente efficacia, specie contro vestiti pesanti. Le bombe usate dai garibaldini erano invece riempite di normale polvere da sparo.
Durante le insurrezioni garibaldine del 1864 in Friuli due fabbri trevigiani prepararono 550 bombe in lega di zinco e antimonio in una caverna (Fous di Marcat) poco a nord di Navarons che furono usate dagli insorti per difendersi dalle truppe austriache quando furono circondati in montagna.

## Attentati con bomba all'Orsini
Il 14 gennaio 1858 Felice Orsini lanciò tre delle sue bombe contro la carrozza imperiale di Napoleone III, senza riuscire ad ucciderlo, causando la morte di otto persone e il ferimento di altre 142, compreso lo stesso Orsini.
Il 7 novembre 1893, per vendicare l'esecuzione dell'anarchico Paulí Pallás, che aveva lanciato una bomba contro il generale Arsenio Martínez Campos, l'anarchico spagnolo Santiago Salvador lanciò due bombe all'Orsini fra la folla al teatro barcellonese del Liceu. Una sola bomba esplose causando la morte di 22 persone e il ferimento di altre 35. La bomba inesplosa fu esposta nel 2007 a Amsterdam nel museo Van Gogh nel corso di una mostra sulla Barcellona di inizio '900. È custodita nel Museo di storia di Barcellona (MUHBA).
Il 31 maggio 1906 l'anarchico Mateo Morral lanciò una bomba contro la carrozza reale di re Alfonso XIII e della regina Vittoria Eugenia di Battenberg all'altezza del numero 88 della calle Mayor di Madrid, uccidendo 28 persone e ferendone più di cento.
Antoni Gaudí incluse il dettaglio di un demone che dà una bomba all'Orsini a un lavoratore nelle decorazioni esterne della basilica della Sagrada Família, la scultura è chiamata La Tentación del Hombre.